# عصافير العالم الجديد
عصافير العالم الجديد أو العصافير الأمريكية (الاسم العلمي: Passerellidae)، فصيلة طيور كبيرة (العدد) من رتبة الجواثم.
```
تحتوي الفصيلة على 136 
نوعًا
 مقسمة إلى 28 
جنسًا
.
[
3
]
 قوتها 
البذور
.
```